# Étienne Fourmont

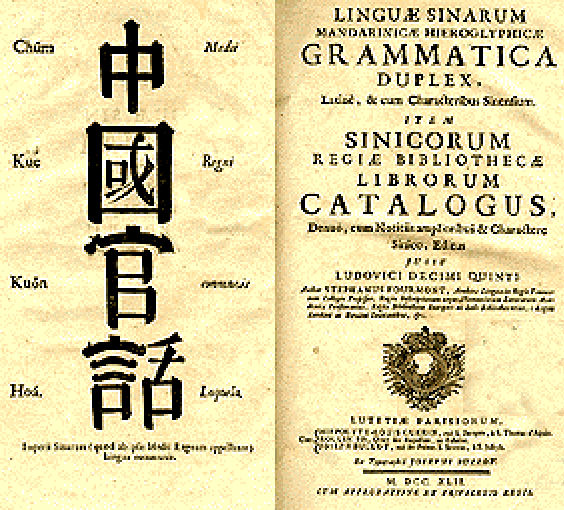
Étienne Fourmont kínai nyelvtankönyve (1742)

Étienne Fourmont (Herblay, 1683. június 23. – Párizs, 1745. december 8.; kínai neve pinjin hangsúlyjelekkel:  Fù Ěrméng; magyar népszerű: Fu Er-meng; egyszerűsített kínai: 傅尔蒙; hagyományos kínai 傅爾蒙) francia orientalista, sinológus.

## Élete, munkássága
Fourmont a párizsi Collège Mazarinban kezdte tanulmányait, majd a Collège Montaigu-on keleti nyelveket tanult, elsősorban arabot, hébert és kínait. Az egyetem elvégzését követően nem sokkal publikálta első tanulmányát Traduction du commentaire du Rabbin Abraham A ben Esra sur l'Ecclésiaste címen.
1711-ben XVIV. Lajos kinevezte Arcadius Huang a keresztény kínai tudós asszisztensévé, aki a francia királyi könyvtár kínai gyűjteményének katalogizálását végezte, valamint egy kínai szótár összeállításán dolgozott. Huang halála után nem sokkal Fourmont rábukkant Huang kiadatlan kézirataira, amelyeket a saját neve alatt publikált. 1737-ben befejezte a könyvtár katalogizálást is, amelyet a Catalogus Codicum Manuscriptorum Bibliothecae Regiae címen tett közzé. Fourmont legjelentősebb művei az 1737-ben megjelent kínai nyelvtanja (Linguae Sinarum mandarinicae hieroglyphicae grammatical duplex patine et cum characteribus Sinensium), amely ezzel együtt csupán Francisco Varo korábbi kínai nyelvtanjának átvétele, kínai írásjegyekkel kiegészítve.
Jól lehet, a tudománytörténet az egyik legkorábbi „fél-professzionális” sinológusként tartja számon, gyakori plagizálásai, etikátlan viselkedése mégis árnyékot vett életművére.
1715-ben a Collège de France arabista professzorává nevezték ki. 1713-ban az Académie des inscriptions et belles-lettres tagjai közzé választották, 1738-ban pedig a londoni Royal Society-nek is tagja lett. Öccse, Michel Fourmont (1690–1746) ugyancsak orientalista professzor lett, szakterülete a szír nyelv volt.

## Művei
- Les Racines De La Langue Latine, Mises En Vers François (Paris: Chez Pierre-Augustin Le Mercier, 1706)
- Examen Pacifique De La Querelle De Madame Dacier Et De Monsieur De La Motte Sur Homère. (Paris: Chez Jacques Rollin,  1716).    Reprinted: Geneva: Slatkine Reprints, 1971.
- Meditationes Sinicae: In Quibus 1. Consideratur Linguae Philosophicae Atque Universalis Natura Qualis Esse, Aut Debeat, Aut Possit. : 2. Lingua Sinarum Mandarinica Tum in Hieroglyphis Tum in Monosyllabis Suis ... Ostenditur : 3. Datur Eorumdem Hieroglyphorum Ac Monosyllaborum Atque Inde Characterum Linguae Sinicae Omnium ... Lectio & Intellectio ... : 4. Idque Omne, Progressu a Libris Mere Europaeis (De Sinica Tamen) Ad Libros Mere Sinicos, Facto (Lutetiae Parisiorum: Chez Musier le Père ... Jombert ... Briasson ... Bullot ; ex typographia Bullot,  1737). GOOGLE BOOK
- 'Lingua Sinarum Mandarinicae Hieroglyphicae Grammatica Duplex, Latine Et Cum Characteribus Sinensium. Item Sinicorum Regiae Bibliothecae Librorum Catalogus (Lutetia Parisorum,  1742). Download or view: Bayerische StaatsBibliotek digital
- Joseph de Guignes,  Michel-Ange-André Le Roux Deshauterayes, Jean Debure, Reflexions Sur L'origine, L'histoire Et La Succession Des Anciens Peuples, Chaldéens, Hébreux, Phéniciens, Égyptiens, Grecs, &C., Jusqu'au Tems De Cyrus Nouvelle Edition, Augmentée De La Vie De L'auteur, & D'une Table Alphabétique Des Matières (À Paris, chez De Bure l'aîné, quai des Augustins, à l'Image S. Paul. M. DCC. XLVII.,  1747).

## Fordítás
- Ez a szócikk részben vagy egészben  az   Étienne Fourmont című angol Wikipédia-szócikk ezen változatának fordításán alapul.  Az eredeti cikk szerkesztőit annak laptörténete sorolja fel. Ez a jelzés csupán a megfogalmazás eredetét és a szerzői jogokat jelzi, nem szolgál a cikkben szereplő információk forrásmegjelöléseként.